# Papilio cleotas
Papilio menatius là một loài bướm thuộc họ Bướm phượng (Papilionidae). 
Loài Papilio cleotas được mô tả năm 1832 bởi Gray. Loài bướm Papilio cleotas sinh sống ở .

## Hình ảnh

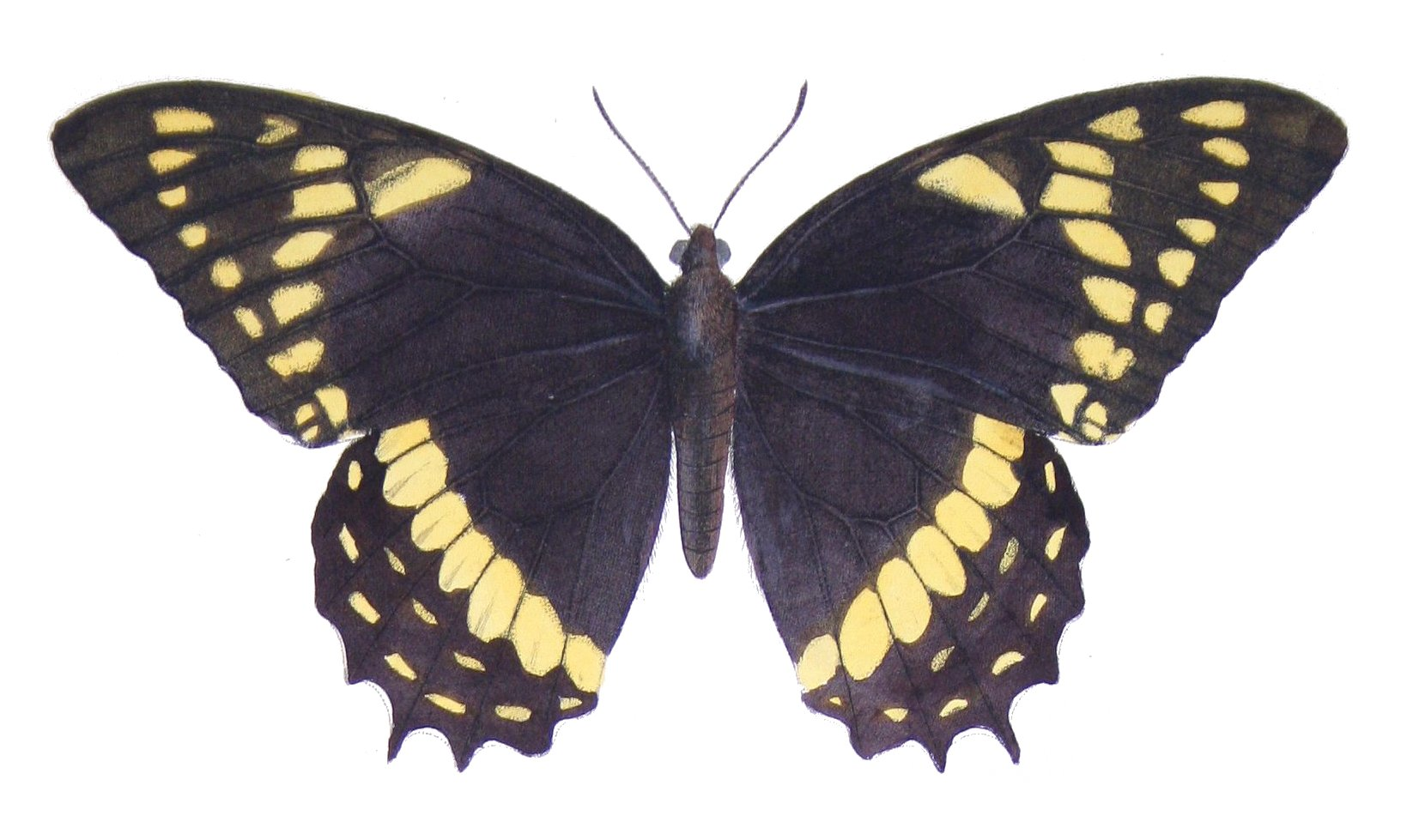
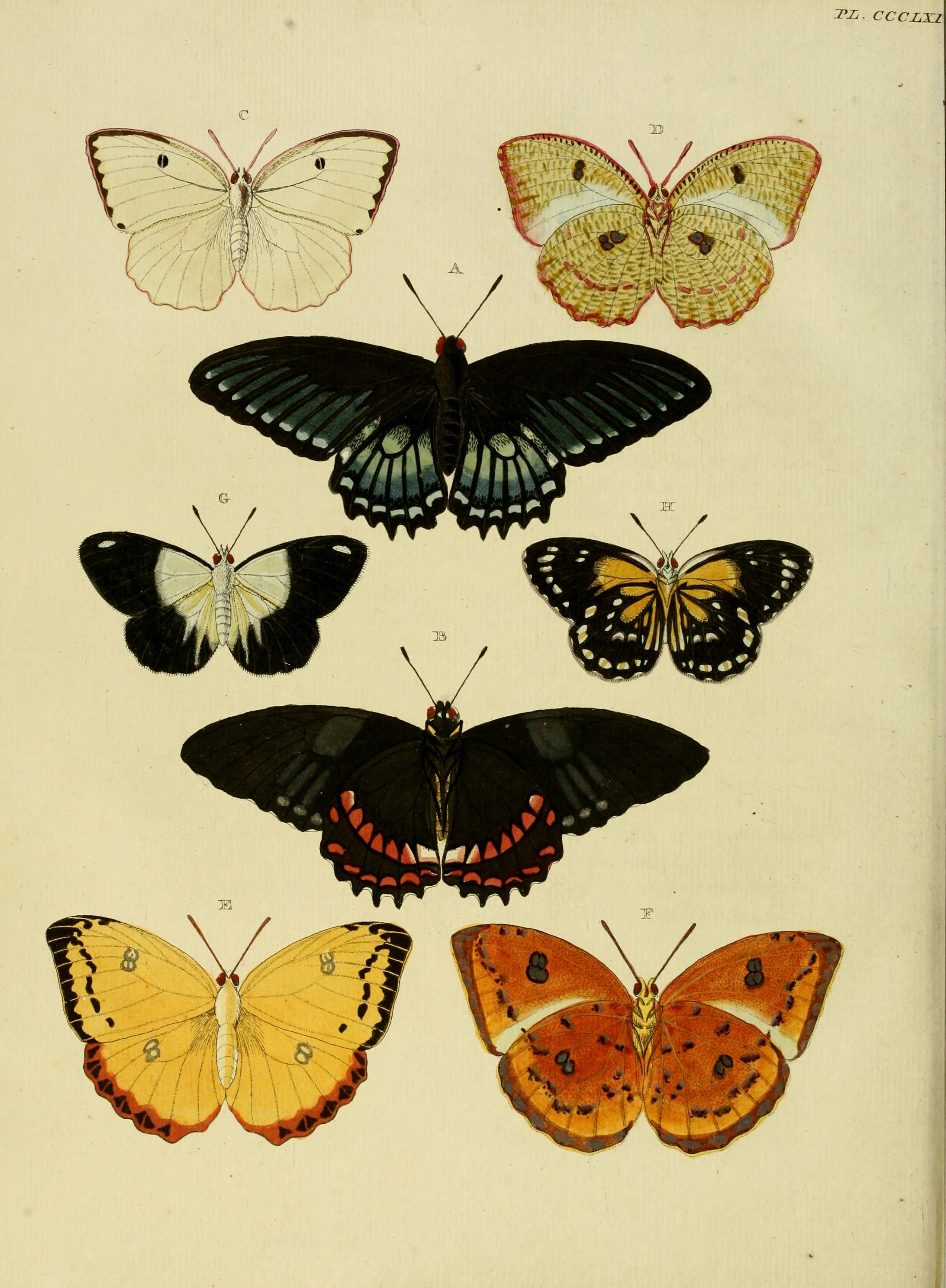
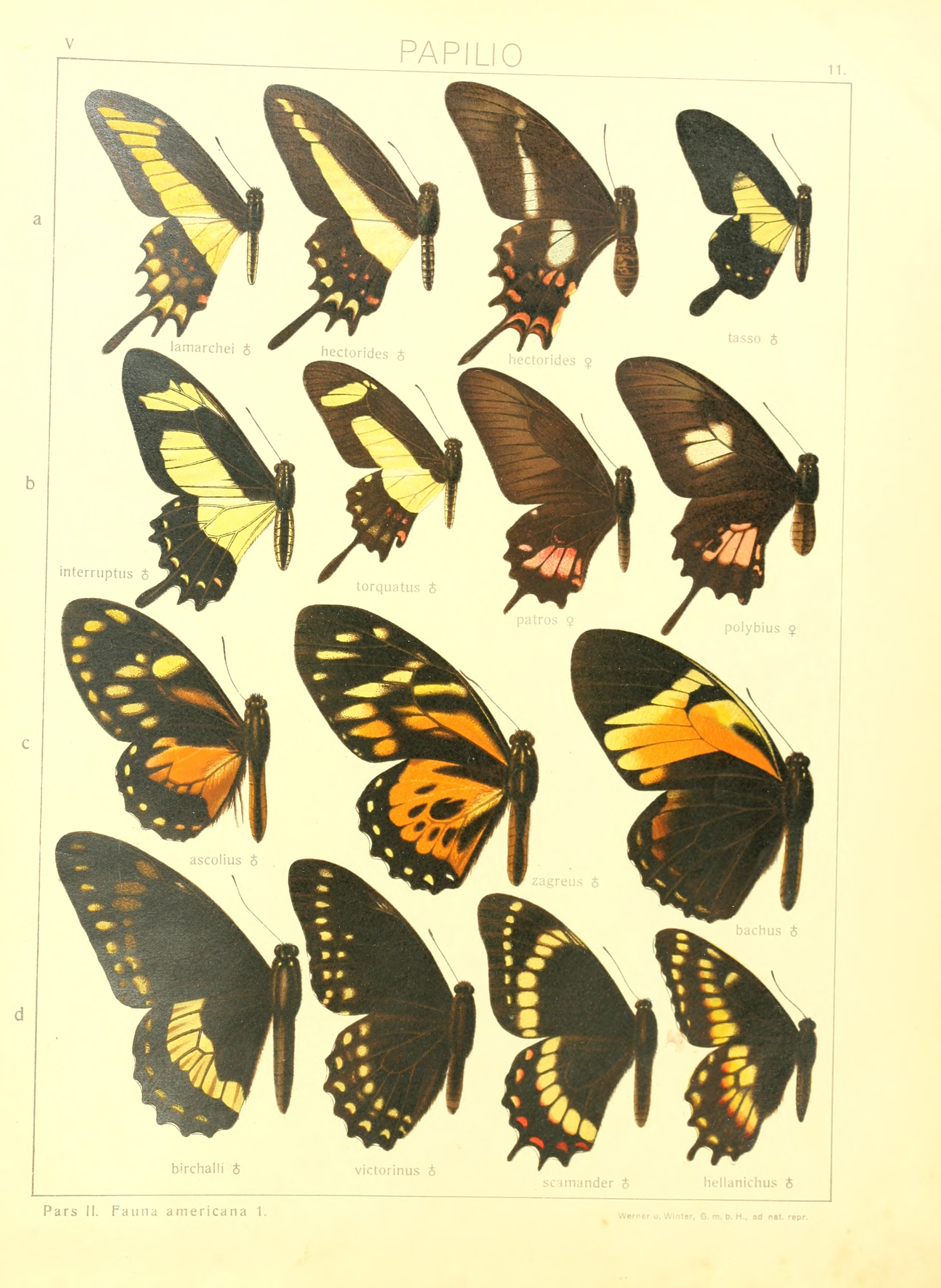
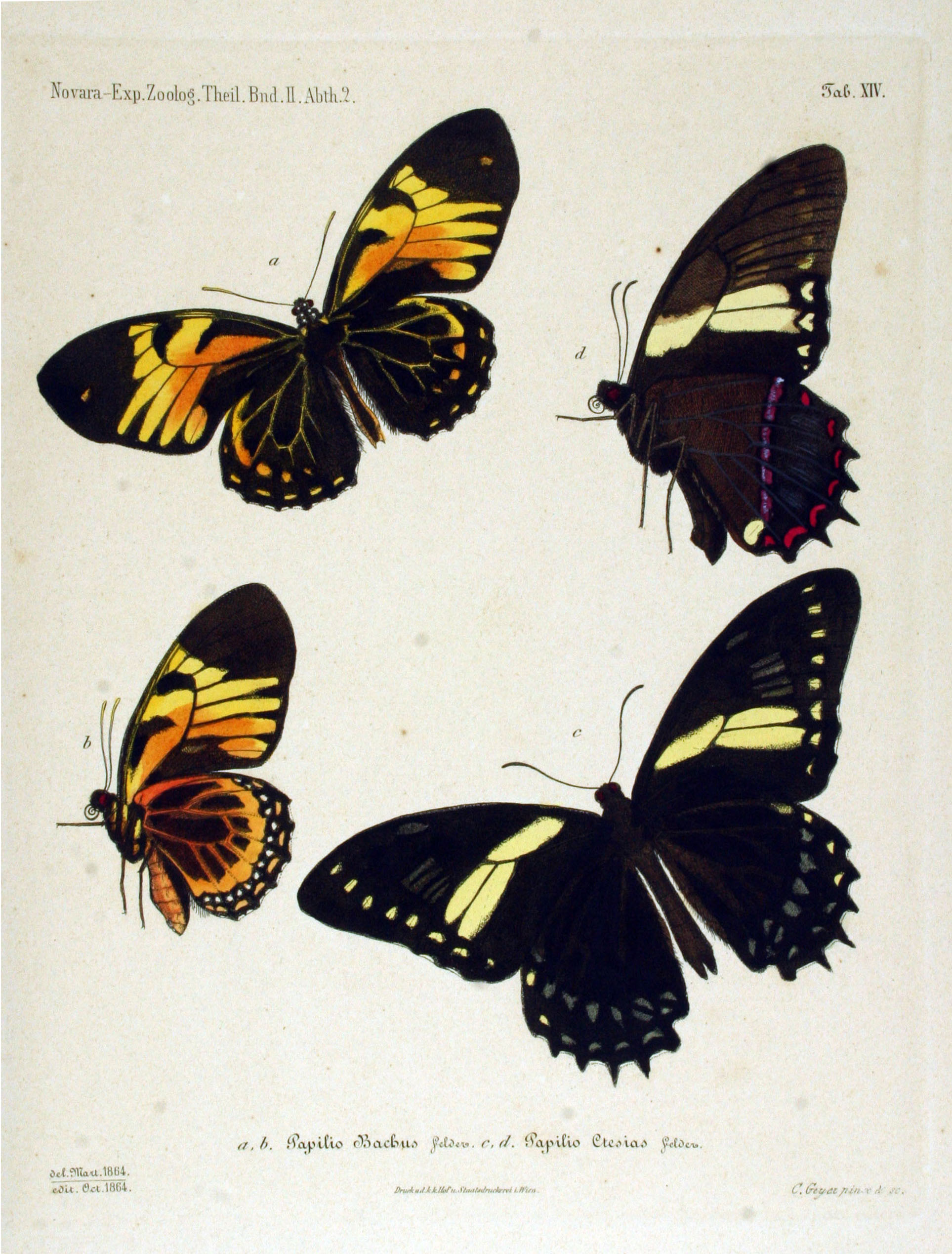